# Паско (округ)
Па́ско (англ. Pasco county) — округ штата Флорида Соединённых Штатов Америки. По оценке бюро переписи населения США в 2010 году население округа составляло 464 697 человек. Окружным центром является город Дейд-Сити.

## История
Округ Паско был сформирован в 1887 году из южной трети округа Хернандо. Он назван в честь Самуэля Паско, сенатора Соединённых Штатов от Флориды.